# Бенуа Поль Еміль Клапейрон
Бенуа́ Поль Емі́ль Клапейро́н (фр. Benois Paul Emile Clapeyron; 26 січня 1799, Париж — 28 січня 1864, Париж) — французький фізик та інженер.

## Біографія
Бенуа Поль Еміль Клапейрон народився 26 січня 1799 року в Парижі. Закінчив Політехнічну школу (1816–1818). Працював в Інституті інженерів шляхів сполучень у Санкт-Петербурзі, Російська імперія (1820–1830). По поверненні до Франції став професором Школи мостів і доріг в Парижі.
Фізичні дослідження Клапейрона присвячені тепловим процесам. В 1834 році він запровадив у термодинаміці графічний метод, представив в геометричній формі міркування Л. Карно. Аналізуючи цикл Карно, вивів рівняння стану ідеального газу (рівняння Клапейрона-Менделєєва), яке об'єднує закон Бойля-Маріотта, закон Гей-Люссака і закон Авогадро. Одержав рівняння, яке пов'язує температури кипіння і плавлення речовин та тиск (рівняння Клапейрона-Клаузіуса; останній обґрунтував це рівняння у 1851 році).
Помер Клапейрон в Парижі 28 січня 1864 року.